# 시카고 베어스
시카고 베어스(Chicago Bears)는 시카고(일리노이주)를 본거지로 두고있는 NFL팀이다.
NFC북부에 소속되어있다. 1919년 창설, 1920년 NFL의 전신인 APFA가 발촉될 때 참가했다. 1919년부터 1920년까지는 Decatur Staleys, 1921년에 Chicago Staleys 라는 팀명이었다. 현존하는 NFL팀 중 애리조나 카디널스에 이어 2번째로 오래된 역사를 갖고있다. 애칭의 유래는 1922년 MLB의 시카고 컵스의 컵스(작은곰)에 비해, 풋볼선수는 야구선수보다 크다는 이유로 베어즈 로 정했다. 전통적으로 수비와 런 공격에의한 볼 컨트롤을 주체로하는 전술을 사용하고있다. 슈퍼볼 발촉 전에 8회, 그리고 제20회 슈퍼볼에서 우승을 했다. 본거지인 솔져필드(Soldier Field)에선 한겨울이 되면 미시간호 위를 넘어 불어오는 바람에 의해 폭설이 내리기도 하며, 1988년 플레이오프에선 필라델피아 이글스와의 경기 중 짙은 안개속에서 시합이 이루어지기도 했다.(Fog Bowl)